# Hội đồng châu Âu
Hội đồng châu Âu (tiếng Anh: European Council, tiếng Pháp: Conseil européen, tiếng Đức: Europäischer Rat) (ám chỉ tới như Cuộc họp thượng đỉnh châu Âu = European Summit, Sommet européen) là cơ quan chính trị cao nhất của Liên minh châu Âu. Hội đồng gồm các nguyên thủ quốc gia hoặc người đứng đầu chính phủ của các nước thành viên Liên minh châu Âu cùng với chủ tịch Ủy ban châu Âu. Các cuộc họp của Hội đồng do chủ tịch Hội đồng châu Âu chủ tọa.
Trong khi Hội đồng không có quyền hạn chính thức về hành pháp hoặc lập pháp, hội đồng là một cơ quan thể chế giải quyết các vấn đề lớn và mọi quyết định là "một sự thúc đẩy chủ yếu trong việc vạch rõ các đường lối chỉ đạo chính trị chung của Liên minh châu Âu". Hội đồng họp mỗi năm ít nhất 2 lần, thường là tại tòa nhà Justus Lipsius, hành dinh của Hội đồng Liên minh châu Âu (Consilium) ở Bruxelles.

## Lịch sử
Các hội đồng đầu tiên họp vào tháng 2 năm 1961 ở Paris và tháng Bảy (1961) ở Bonn. Đây là các cuộc họp thượng đỉnh không chính thức các nhà lãnh đạo Cộng đồng châu Âu và bắt đầu do sự phẫn nộ của tổng thống Pháp Charles de Gaulle thời đó về sự chi phối của các cơ quan thể chế siêu quốc gia (tức Ủy ban châu Âu) về tiến trình hội nhập. Cuộc họp thượng đỉnh đầu tiên có tác dụng được tổ chức năm1969 sau một loạt các cuộc họp thượng đỉnh bất thường. Cuộc họp thượng đỉnh Den Haag năm 1969 đạt tới một thỏa thuận về việc thu nhận Vương quốc Anh vào Cộng đồng và khởi đầu việc hợp tác chính sách đối ngoại (Hợp tác chính trị châu Âu) đưa việc hội nhập vượt xa hơn hội nhập kinh tế.
Các cuộc họp thượng đỉnh chỉ chính thức hóa từ năm 1974, tại cuộc họp thượng đỉnh tháng 12 ở Paris, theo đề nghị của tổng thống Pháp Valéry Giscard d'Estaing thời đó. Nó có vẻ cần phải đưa thêm vào nhiều vấn đề liên chính phủ nữa, sau cuộc khủng hoảng bỏ trống ghế (của Pháp) và các vấn đề khó khăn kinh tế. Hội đồng khai trương được tổ chức ở Dublin ngày 10, 11 tháng 3 năm 1975 dưới chức chủ tịch Hội đồng Liên minh châu Âu luân phiên đầu tiên của Ireland. Năm 1987 lần đầu nó được tính vào trong các hiệp ước (Đạo luật chung châu Âu) và lần đầu tiên có một vai trò được định rõ trong Hiệp ước Maastricht. Ban đầu, chỉ có 2 kỳ họp mỗi năm; ngày nay trung bình mỗi năm có 4 kỳ họp (trong đó 2 kỳ do nước giữ chức chủ tịch luân phiên chủ tọa). Trụ sở của Hội đồng được chính thức hóa năm 2002, ở Bruxelles (xem mục Trụ sở). Ngoài các cuộc họp thông thường, thỉnh thoảng còn có các cuộc họp bất thường, chẳng hạn năm 2001 Hội đồng đã họp để hướng dẫn các đáp ứng của Liên minh châu Âu đối với các biến cố thời đó.
Các cuộc họp của Hội đồng được một số người coi là các bước ngoặt trong lịch sử Liên minh châu Âu. Ví dụ:
- 1969, Den Haag: Chính sách đối ngoại và Mở rộng Cộng đồng.
- 1974, Paris: Thiết lập Hội đồng.
- 1985, Milano: Khởi xướng IGC dẫn tới Đạo luật chung châu Âu.
- 1991, Maastricht: Thoả thuận Hiệp ước Maastricht.
- 1997, Amsterdam: Thoả thuận Hiệp ước Amsterdam.
- 1998, Bruxelles: Các nước thành viên chọn lựa chấp nhận đồng euro.
- 1999; Köln: Tuyên ngôn về lực lượng quân sự.[6]
- 1999, Tampere: Cải tổ cơ quan thể chế
- 2000, Lisbon: Chiến lược Lisbon
- 2002, Copenhagen: Thỏa thuận việc Mở rộng Liên minh châu Âu tháng 5 năm 2004.
- 2007, Lisbon: Thoả thuận Hiệp ước Lisbon.

## Quyền hạn & Chức năng
Hội đồng châu Âu không phải là một cơ quan thể chế chính thức của Liên minh châu Âu, mặc dù nó được các hiệp ước nói đến như một cơ quan "sẽ đem lại cho Liên minh sự thúc đẩy cần thiết cho việc phát triển Liên minh". Về cơ bản, nó vạch rõ chương trình nghị sự chính sách của Liên minh châu Âu và vì thế được coi là động lực của việc hội nhập châu Âu. Hội đồng làm việc đó mà không có bất cứ quyền lực chính thức nào, mà chỉ dựa vào ảnh hưởng của các nhà lãnh đạo quốc giao. Ngoài nhu cầu đưa ra sức thúc đẩy, hội đồng cũng đóng các vai trò khác nữa: "giải quyết các vấn đề còn tồn tại từ các cuộc thảo luận ở cấp thấp hơn", hướng dẫn chính sách đối ngoại - bề ngoài đóng vai một quốc trưởng tập thể (collective Head of State), "chính thức phê chuẩn các tài liệu quan trọng" và tham gia các cuộc thương thuyết về (thay đổi) các hiệp ước Liên minh châu Âu.
Do Hội đồng gồm các nhà lãnh đạo quốc gia, hội đồng gom lại quyền hành pháp của các nước thành viên, có rất nhiều ảnh hưởng bên ngoài Cộng đồng châu Âu: ví dụ đối với Chính sách an ninh và đối ngoại chung và Việc hợp tác trong các vấn đề Tư pháp và Cảnh sát. Hội đồng cũng hành xử nhiều quyền hành pháp của Hội đồng Liên minh châu Âu, như bổ nhiệm chủ tịch Ủy ban châu Âu.Với các quyền hành pháp siêu quốc gia của Liên minh, cùng với các quyền khác nữa, vì thế Hội đồng châu Âu được một số người mô tả như "giới chức chính trị tối cao" của Liên minh.
Tuy nhiên, hội đồng cũng bị một số người chỉ trích là thiếu một khả năng lãnh đạo, một phần bắt nguồn từ cấu trúc yếu của hội đồng, chỉ họp mỗi năm 4 lần trong 2 ngày và không có ban tham mưu giúp việc và không có các quyết định lập pháp.

## Thành phần
Về mặt chính thức, các thành viên của Hội đồng châu Âu gồm các nhà lãnh đạo quốc gia hoặc lãnh đạo chính phủ các nước thành viên Liên minh, cộng thêm chủ tịch Ủy ban châu Âu (không bỏ phiếu). Khi họp, các bộ trưởng ngoại giao thường đì kèm nhà lãnh đạo của mình. Cũng vậy, chủ tịch Ủy ban châu Âu cũng có một ủy viên Ủy ban đi kèm.
Các cuộc họp cũng có thể bao gồm các bộ trưởng quốc gia, các bộ trưởng ngoại giao, các vị trí lãnh đạo quốc gia khác (như thủ tướng Pháp), các ủy viên Ủy ban châu Âu (nếu cần). Tổng thư ký Hội đồng (và người thay quyền) cũng dự họp. Chủ tịch Nghị viện châu Âu cũng thường dự và đọc diễn văn khai mạc, đưa ra các nét chính về hoạt động của Nghị viện, trước khi Hội đồng đi vào thảo luận.
Tuy nhiên các cuộc thương lượng cũng thường dính líu tới một số người khác làm việc trong hậu trường. Phần lớn các người này không được đi vào phòng họp, ngoại trừ 2 đại biểu của mỗi nước làm nhiệm vụ truyền tin. Các thành viên dự họp cũng có thể ấn nút hỏi lời cố vấn từ một đại diện thường trực thông qua nhóm "Antici Group" ở phòng kế bên. Nhóm này gồm các nhà ngoại giao và phụ tá, chuyển thông tin và các yêu cầu. Các thành viên dự họp cũng có thể yêu cầu có thông dịch viên, vì họ được phép nói tiếng mẹ đẻ của mình.

### Các thành viên Hội đồng châu Âu
| Quốc gia thành viên | Đại diện                     | Chức vụ    | Đảng                          | Từ         |
| ------------------- | ---------------------------- | ---------- | ----------------------------- | ---------- |
| Áo                  | Werner Faymann               | Thủ tướng  | PES Quốc gia: SPÖ             | 2.12.2008  |
| Bỉ                  | Herman Van Rompuy            | Thủ tướng  | EPP Quốc gia: CD&V            | 30.12.2008 |
| Bulgaria            | Sergei Stanishev             | Thủ tướng  | PES Quốc gia: БСП             | 1.1.2007   |
| Cyprus              | Dimitris Christofias         | Tổng thống | PEL Quốc gia: ΑΚΕΛ            | 28.2.2008  |
| Cộng hòa Séc        | Jan Fischer                  | Thủ tướng  | Độc lập                       | 8.5.2009   |
| Đan Mạch            | Lars Løkke Rasmussen         | Thủ tướng  | ELDR Quốc gia: Venstre        | 5.4.2009   |
| Estonia             | Andrus Ansip                 | Thủ tướng  | ELDR Quốc gia: Reformierakond | 12.4.2005  |
| Phần Lan            | Matti Vanhanen               | Thủ tướng  | ELDR Quốc gia: Keskusta       | 24.6.2003  |
| Pháp                | Nicolas Sarkozy              | Tổng thống | EPP Quốc gia: UMP             | 16.5.2007  |
| Đức                 | Angela Merkel                | Thủ tướng  | EPP Quốc gia: CDU             | 22.11.2005 |
| Hy Lạp              | Kostas Karamanlis            | Thủ tướng  | EPP Quốc gia: ΝΔ              | 10.3.2004  |
| Hungary             | Gordon Bajnai                | Thủ tướng  | Độc lập                       | 14.4.2009  |
| Ireland             | Brian Cowen                  | Thủ tướng  | ELDR Quốc gia: FF             | 7.5.2008   |
| Italia              | Silvio Berlusconi            | Thủ tướng  | EPP Quốc gia: PdL             | 8.5.2008   |
| Latvia              | Valdis Dombrovskis           | Thủ tướng  | EPP Quốc gia: JL              | 12.3.2009  |
| Litva               | Andrius Kubilius             | Thủ tướng  | EPP Quốc gia: TS–LKD          | 9.12.2008  |
| Luxembourg          | Jean-Claude Juncker          | Thủ tướng  | EPP Quốc gia: CSV             | 20.1.1995  |
| Malta               | Lawrence Gonzi               | Thủ tướng  | EPP Quốc gia: PN              | 1.5.2004   |
| Hà Lan              | Jan Peter Balkenende         | Thủ tướng  | EPP Quốc gia: CDA             | 22.7.2002  |
| Ba Lan              | Donald Tusk                  | Thủ tướng  | EPP Quốc gia: PO              | 16.11.2007 |
| Bồ Đào Nha          | José Sócrates                | Thủ tướng  | PES Quốc gia: PS              | 12.3.2005  |
| Romania             | Emil Boc                     | Thủ tướng  | EPP Quốc gia: PD-L            | 22.12.2008 |
| Slovakia            | Robert Fico                  | Thủ tướng  | PES Quốc gia: Smer            | 4.7.2006   |
| Slovenia            | Borut Pahor                  | Thủ tướng  | PES Quốc gia: SD              | 21.11.2008 |
| Tây Ban Nha         | José Luis Rodríguez Zapatero | Thủ tướng  | PES Quốc gia: PSOE            | 17.4.2004  |
| Thụy Điển           | Fredrik Reinfeldt            | Thủ tướng  | EPP Quốc gia: Moderaterna     | 6.10.2006  |
| Ủy ban châu Âu      | José Manuel Barroso          | Chủ tịch   | EPP Quốc gia: PSD             | 23.11.2004 |

Nguồn

### Các đảng chính trị

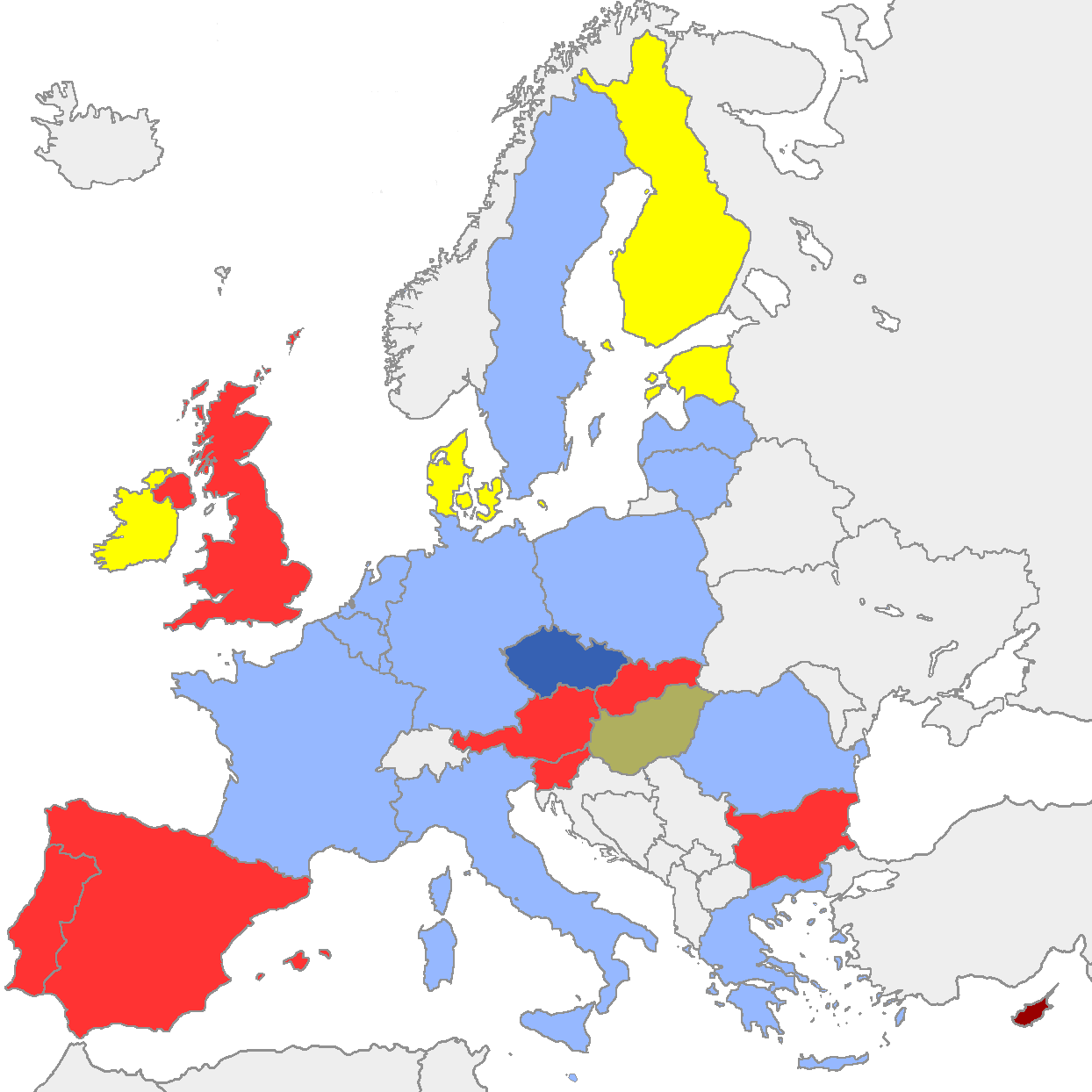
Các nước thành viên Liên minh châu Âu theo việc nhập vào đảng châu Âu của các nhà lãnh đạo của mình, tính đến ngày 17.4.2009

Hầu hết các thành viên của Hội đồng châu Âu là đảng viên của một đảnh chính trị cấp quốc gia, và phần lớn các người này cũng thuộc một đảng chính trị châu Âu. Tuy nhiên, Hội đồng được cấu tạo để đại diện cho các nước thành viên trong Liên minh hơn là đại diện cho các đảng chính trị, và các quyết định thường được lấy theo kiểu này. Bảng kê dưới đây chỉ ra việc nhập vào đảng châu Âu của các thành viên Hội đồng châu Âu, tính theo từng nước.
Đảng	#	QMV
	Đảng Nhân dân châu Âu	13	193
	Đảng Xã hội châu Âu	7	99
	Đảng Dân chủ tự do & Cải cách châu Âu	4	25
	Độc lập	2	24
	Đảng châu Âu cánh tả	1	4
Tổng cộng	27	345

## Trụ sở
Các cuộc họp của Hội đồng thường diễn ra 4 lần mỗi năm (2 lần do nước nắm chức chủ tịch luân phiên) ở Bruxelles và kéo dài 2 ngày, tuy nhiên đôi khi cũng lâu hơn nếu chương trình nghị sự có các vấn đề không nhất trí với nhau. Cho tới năm 2002, nơi họp của hội đồng luân phiên giữa các nước thành viên, địa điểm do nước nắm chức chủ tịch luân phiên quyết định. Tuy nhiên, tuyên ngôn thứ 22 gắn liền với Hiệp ước Nice định rằng: "Từ năm 2002, một cuộc họp của Hội đồng châu Âu do nước nắm giữ chức chủ tịch luân phiên tổ chức sẽ diễn ra tại Bruxelles. Khi Liên minh gồm có 18 nước, mọi cuộc họp của Hội đồng sẽ diễn ra tại Bruxelles."
Như vậy giữa năm 2002 và 2004 phân nửa các cuộc họp diễn ra ở Bruxelles, và từ khi mở rộng năm 2004, mọi cuộc họp đều ở Bruxelles. Hội đồng châu Âu sử dụng cùng một tòa nhà như Hội đồng Liên minh châu Âu (toà nhà Justus Lipsius). Tuy nhiên, các cuộc họp bất thường vẫn diễn ra bên ngoài thành phố của nước thành viên nắm chức chủ tịch luân phiên (như Roma, 2003 hoặc Hampton Court Palace năm 2005). Hội đồng châu Âu phải dời sang tòa nhà mới cùng với Hội đồng Liên minh châu Âu là Résidence Palace, gần bên tòa nhà hiện tại.

## Những thay đổi của Hội đồng châu Âu
Hiệp ước Lisbon giữ lại nhiều cải cách được vạch ra trong Hiến pháp châu Âu bị bác bỏ.
Hiệp ước này làm cho Hội đồng châu Âu trở thành một cơ quan thể chế chính thức, tách ra khỏi Hội đồng Liên minh châu Âu (nay là Hội đồng Bộ trưởng). Trong khi Hội đồng Bộ trưởng sẽ tiếp tục với chức chủ tịch luân phiên, thì Hội đồng châu Âu sẽ có một chủ tịch cố định với nhiệm kỳ 2 năm rưỡi và có thể tái cử. Chức vụ chủ tịch này vẫn là vai trò hành chính, không có chức năng hành pháp, nhưng có vai trò quan trọng trong tổ chức công việc và hội họp, có thể triệu tập các cuộc họp bất thường, và đại diện đối ngoại cho Hội đồng.
Vai trò của Hội đồng châu Âu cũng tách riêng khỏi Hội đồng Bộ trưởng, không có quyền lập pháp. Tuy nhiên nó sẽ có nhiều quyền trên các lãnh vực chính sách đối ngoại, vấn đề tư pháp và cảnh sát cùng các vấn đề hiến pháp, kể cả đối với thành phần của Nghị viện và Ủy ban châu Âu, vấn đề liên quan tới chức chủ tịch luân phiên, quyền treo chức một nước hội viên, thay đổi hệ thống bỏ phiếu ở các điều khoản của các hiệp ước cùng đề cử chủ tịch Ủy ban châu Âu và viên chức đại diện cấp cao cho chính sách an ninh và đối ngoại chung của Liên minh. Viên chức đại diện cấp cao này, cùng với chức chủ tịch mới (của Hội đồng) là những thay đổi chính thức duy nhất trong thành phần.
Chủ tịch cố định đầu tiên của Hội đồng châu Âu, được gọi tên không chính thức là Chủ tịch Liên minh châu Âu, là Thủ tướng Bỉ Herman Van Rompuy.